# Nectar (mythologie)
Pour les articles homonymes, voir Nectar.
Le nectar (en grec ancien νέκταρ / néktar) est la boisson des dieux de l'Olympe de la mythologie gréco-romaine, qui leur assure, avec l'ambroisie, l'immortalité et la jeunesse éternelle.

## Étymologie
Le mot grec nectar est un ancien composé poétique indo-européen de *nek- « mort » + *-tar « surmontant » de la racine indo-européenne *tere- « traverser, surmonter ». Le nectar est ainsi la boisson qui permet de dépasser et de vaincre la mort.
Dès l'Antiquité, le terme prend le sens par extension de boisson particulièrement agréable.

## Mythologie

Le jeune Zeus nourri de l'ambroisie et du nectar de la corne d'abondance de sa déesse-nourrice Amalthée, IIe siècle après J.-C., musées du Vatican de Rome.

Selon la mythologie gréco-romaine, Amalthée, déesse-nourrice du dieu des dieux Zeus (ou Jupiter), a nourri l'enfant du nectar et de l'ambroisie de la corne d'abondance (la « corne d'Amalthie ») arrachée à une chèvre.
La déesse de la jeunesse Hébé, puis Ganymède, en devienne plus tard les échansons des banquets des dieux de l'Olympe.
Le nectar est traditionnellement considéré comme une boisson et l'ambroisie comme une nourriture solide, mais ils peuvent parfois être indifférenciés, ou inversés par certains auteurs. Le poète Anaxandridès a écrit « Je mange le nectar en le pétrissant bien, à même l'ambroisie » et Alcman dit que les dieux « mangent le nectar ». Dans l’Iliade d'Homère, du VIIIe siècle av. J.-C, le nectar est décrit comme étant de couleur rouge. Par analogie avec le vin, il est présenté comme puisé dans un cratère, récipient qui sert traditionnellement à couper le vin avec de l'eau.
Le nectar et l'ambroisie sont non seulement la nourriture des dieux, interdite aux mortels, mais elles peuvent également servir d'onguent pour guérir des blessures graves des héros et des dieux, ou pour protèger également par magie la dépouille d'un mortel de la corruption, avec par exemple Vénus pleurant Adonis, de Nicolas Poussin, ou encore l’Iliade qui narre comment « sur Patrocle, elle a versé de l'ambroisie et du nectar rouge par ses narines, afin que sa chair dure. »

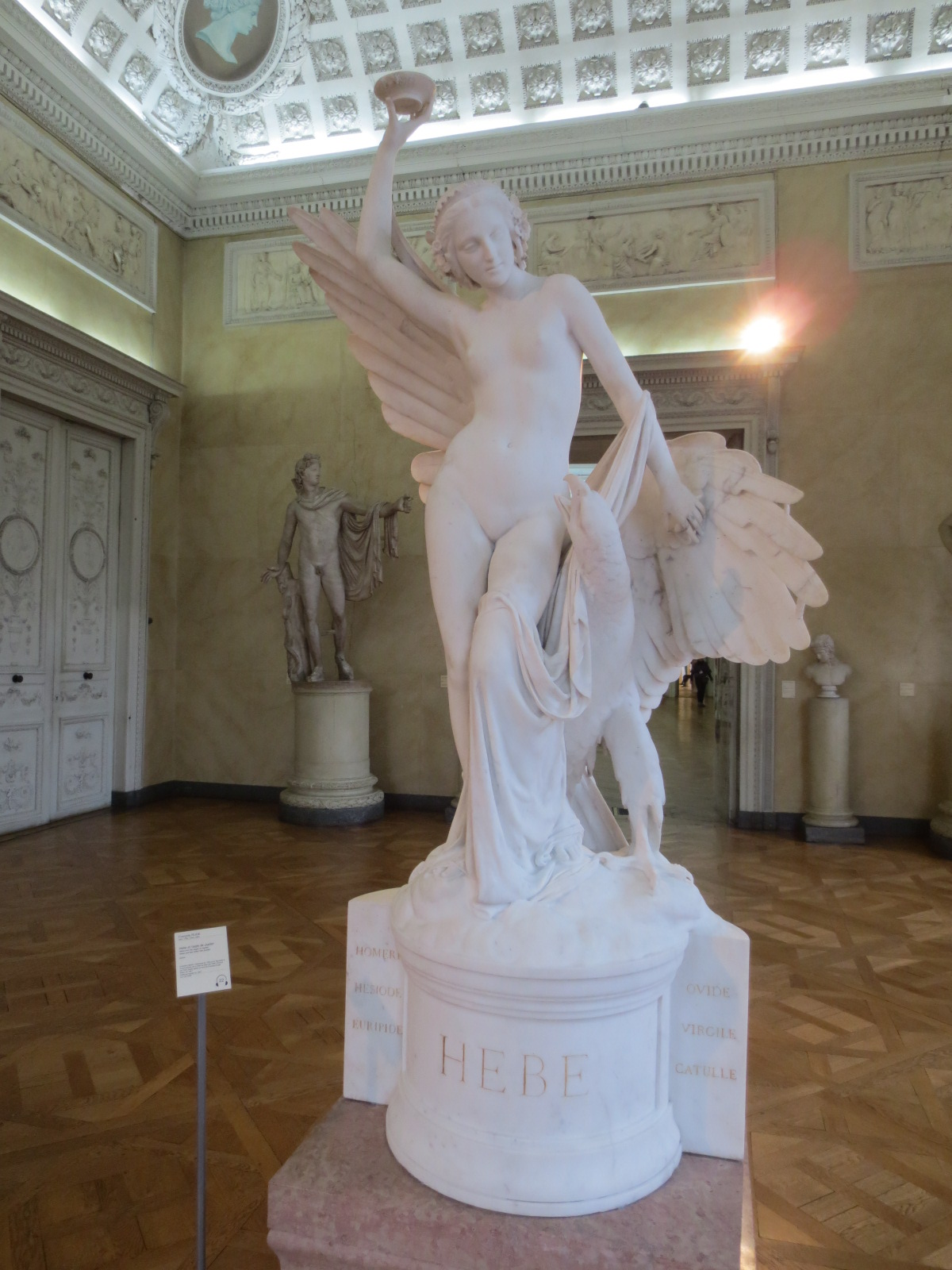
Hébé et l'Aigle de Jupiter, par François Rude et Paul Cabet, vers 1857.

## Quelle substance?

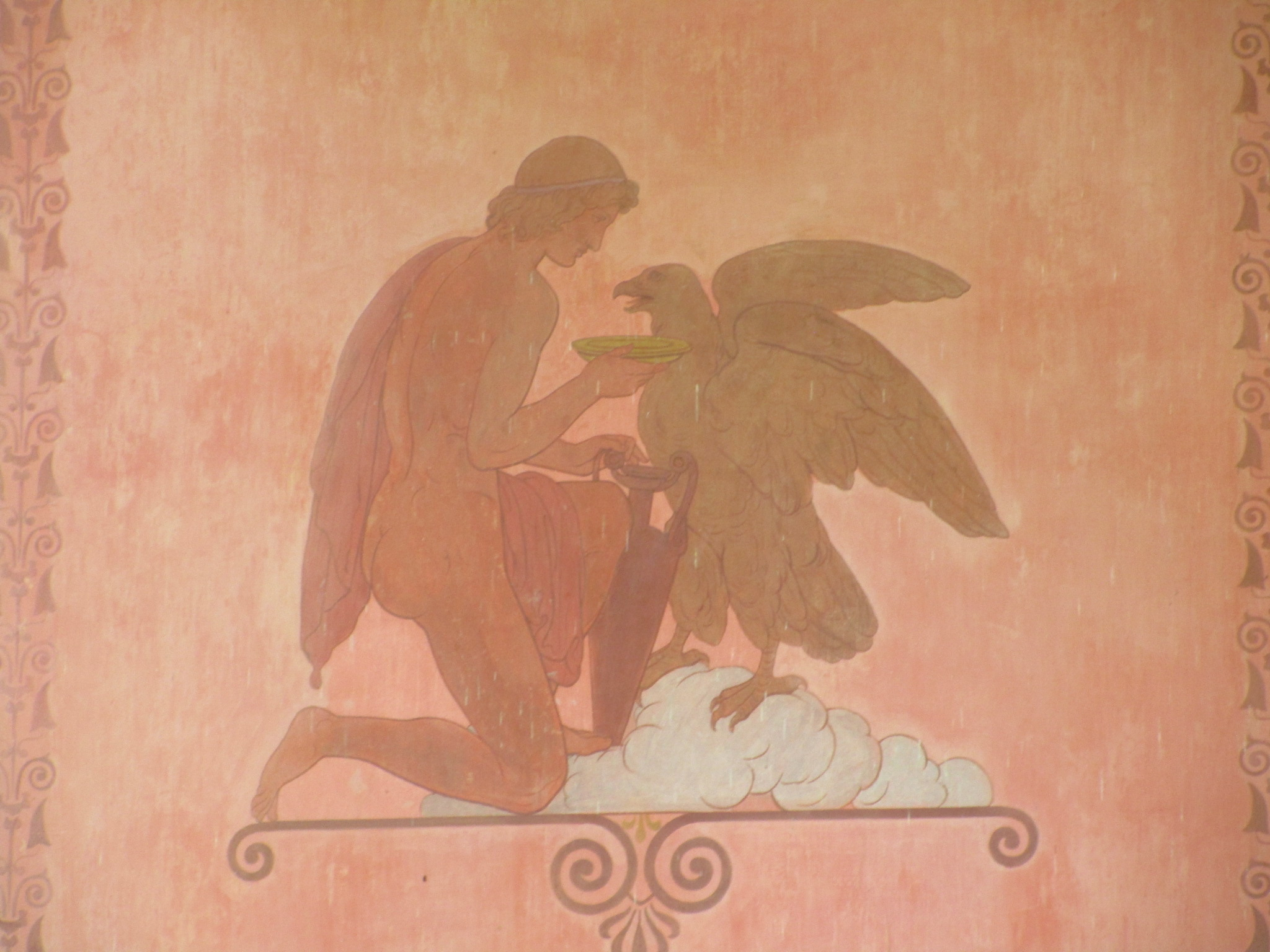
L'aigle Zeus nourri de nectar et d'ambroisie, sur l'île aux Roses du lac de Starnberg en Bavière.

Selon le philosophe grec Ariston de Céos, les habitants de la région de l'Olympe en Lydie appellent « nectar » un mélange de vin et de miel, dans lequel macèrent des fleurs.
Bergk, Roscher, Gruppe supposent que le nectar, comme l'ambroisie, est du miel. Selon Richard B. Onians, c'est du vin « Le nectar était du vin enrichi d'autres ingrédients, ce qui était en fait une boisson familière, le kukeôn ». Ce kukeôn, dans lequel du fromage, de l'orge et du miel sont mélangés au vin, est dit être 'bu' (ekpion), et cependant il est appelé 'nourriture' (sitos) même par Homère (Odyssée, X, 234). Le nectar se rapporte « non seulement au vin offert par les hommes aux dieux, mais aussi à celui placé avec  ou versé pour les os ou la psukhê du mort. 'Pour tous les morts (Ulysse) versa abondamment d'abord un mélange de miel puis du vin doux et, la troisième fois, de l'eau et le saupoudra de gruau blanc d'orge' (Odyssée, XI, 26). ».